# NWSL Shield
O NWSL Shield é um prêmio anual oferecido pela National Women's Soccer League (NWSL) ao time que tenha feito a melhor campanha durante a temporada regular daquele ano. O prêmio tem sido dado anualmente desde 2013 e é reconhecido com um dos dois troféus mais importantes da liga, junto com o troféu de campeão da liga.
Seattle Reign FC e North Carolina Courage são os maiores vencedores do prêmio tendo ganhado o NWSL Shield duas vezes cada. O North Carolina Courage é o último vencedor do NWSL Shield, tendo ganho o prêmio (pela primeira vez) em 2017.

## História
Quando a NWSL foi lançada em 2013, a liga foi formatada de forma similar a outras ligas norte-americanas contemporâneas. Depois da temporada regular, os playoffs da NWSL são jogados pelos quatro times mais bem classificados, que buscam uma vaga na grande final. Ao time com mais pontos na temporada regular é concedido o NWSL Shield e dado o primeiro lugar na disputa dos playoffs.

### Sistema de pontuação e desempate
Desde a primeira temporada regular em 2013, o sistema de concessão de pontos da NWSL é o mesmo: três pontos por uma vitória, um ponto por um empate e nenhum ponto por uma derrota. Em caso de um empate em pontos ao final da temporada regular, os seguintes critérios de desempate são usados entre todos os times empatadas com o mesmo número de pontos:
1. Confronto direto: O maior número de pontos obtidos em confronto direto contra os outros times empatados.
2. Saldo de gols: Gols a favor menos gols contra durante a temporada.
3. Gols à favor: Total de gols marcados durante a temporada
4. Confronto direto fora de casa: O time com mais pontos obtidos jogando fora de casa contra os outros times empatados.
5. Saldo de gols fora de casa
6. Gols à favor marcados fora de casa
7. Cara ou coroa

Todos os critérios de desempate que envolvem contagem de gols (saldo de gols e gols a favor) incluem todos os jogos da temporada regular e não apenas aqueles jogados contra os times empatados em pontos.

## Vencedores
| Temporada | Vencedor               | Recorde | Recorde | Recorde | Recorde | Pontos / Pts por jogo | Resultado no Playoff                               | Vitória # |
| Temporada | Vencedor               | Jogos   | Venceu  | Perdeu  | Empatou | Pontos / Pts por jogo | Resultado no Playoff                               | Vitória # |
| --------- | ---------------------- | ------- | ------- | ------- | ------- | --------------------- | -------------------------------------------------- | --------- |
| 2013      | Western New York Flash | 22      | 10      | 4       | 8       | 38 / 1.73             | Perdeu a final para (o Portland Thorns FC)         | 1         |
| 2014      | Seattle Reign FC       | 24      | 16      | 2       | 6       | 54 / 2.25             | Perdeu a final para (o FC Kansas City)             | 1         |
| 2015      | Seattle Reign FC       | 20      | 13      | 3       | 4       | 43 / 2.15             | Perdeu a final para (o FC Kansas City)             | 2         |
| 2016      | Portland Thorns FC     | 20      | 12      | 3       | 5       | 41 / 2.05             | Perdeu a semifinal para (o Western New York Flash) | 1         |
| 2017      | North Carolina Courage | 24      | 16      | 7       | 1       | 49 / 2.04             | Perdeu a final para (o Portland Thorns FC)         | 1         |
| 2018      | North Carolina Courage | 24      | 17      | 1       | 6       | 57 / 2.38             | Venceu a final contra (o Portland Thorns FC)       | 2         |
| 2019      | North Carolina Courage | 24      | 15      | 5       | 4       | 49 / 2.09             | Venceu a final contra (o Chicago Red Stars)        | 3         |

Em 4 anos (dos 6 de existência da liga) os vencedores do NWSL Shield venceram os 4° colocados na semifinal, mas perderam para os segundo ou terceiro colocados na grande final da NWSL.

## Recordes

### Vencedores do NWSL Shield
| Time                   | Vitórias | Anos em que venceu |
| ---------------------- | -------- | ------------------ |
| North Carolina Courage | 3        | 2017, 2018, 2019   |
| Seattle Reign FC       | 2        | 2014, 2015         |
| Western New York Flash | 1        | 2013               |
| Portland Thorns FC     | 1        | 2016               |